# Tour de Flandes 1977
El Tour de Flandes 1977 va ser la 61a edició del Tour de Flandes. La cursa es disputà el 3 d'abril de 1977, amb inici a Sint-Niklaas i final a Meerbeke després d'un recorregut de 260 quilòmetres. El belga Roger De Vlaeminck s'imposà a l'esprint al seu company d'escapada, el també belga Freddy Maertens. Dos minuts rere seu arribà un nombrós grup perseguidor encapçalat per Walter Planckaert. Amb tot, Maertens i Planckaert foren desqualificats posteriorment per irregularitats en un canvi de bicicleta i per haver donat positiu en el control antidopatge.

## Desenvolupament de la cursa
Els primers quilòmetres van estar marcats per nombrosos intents d'escapada, però no fou quan Eddy Merckx, junt a quatre ciclistes més, s'escaparen que la cursa es va animar de veritat. Al pas pel Koppenberg al quintet capdavanter se'ls afegí De Vlaeminck i Maertens. A manca de 65 quilòmetres De Vlaeminck i Maertens deixaren enrere els seus companys. Merckx veient que no podia seguir el ritme dels líders optà per l'abandonament i la victòria se la jugaren a l'esprint els dos escapats. De Vlaeminck arribà més fresc a meta, després que Maertens portés la iniciativa durant bona part de l'escapada, i guanyà fàcilment a l'esprint. Dos minuts rere seu arribà el primer grup perseguidor.

## Classificació final
|    | Ciclista                 | Equip             | Temps      |
| -- | ------------------------ | ----------------- | ---------- |
| 1  | Roger De Vlaeminck (BEL) | Brooklyn          | 6h 44' 00" |
| 2  | Freddy Maertens (BEL)    | Flandria-Velda    | + 2"       |
| 3  | Walter Planckaert (BEL)  | Maes-Miniflat     | + 2'       |
| 4  | Walter Godefroot (BEL)   | IJsboerke-Colnago | m. t.      |
| 5  | Jan Raas (NED)           | Frisol-Gazelle    | m. t.      |
| 6  | Francesco Moser (ITA)    | Sanson            | m. t.      |
| 7  | Michel Pollentier (BEL)  | Flandria-Velda    | m. t.      |
| 8  | Frans Verbeeck (BEL)     | IJsboerke-Colnago | m. t.      |
| 9  | Marc Demeyer (BEL)       | Flandria-Velda    | m. t.      |
| 10 | Willy Planckaert (BEL)   | Maes-Miniflat     | m. t.      |